# Joy Matter

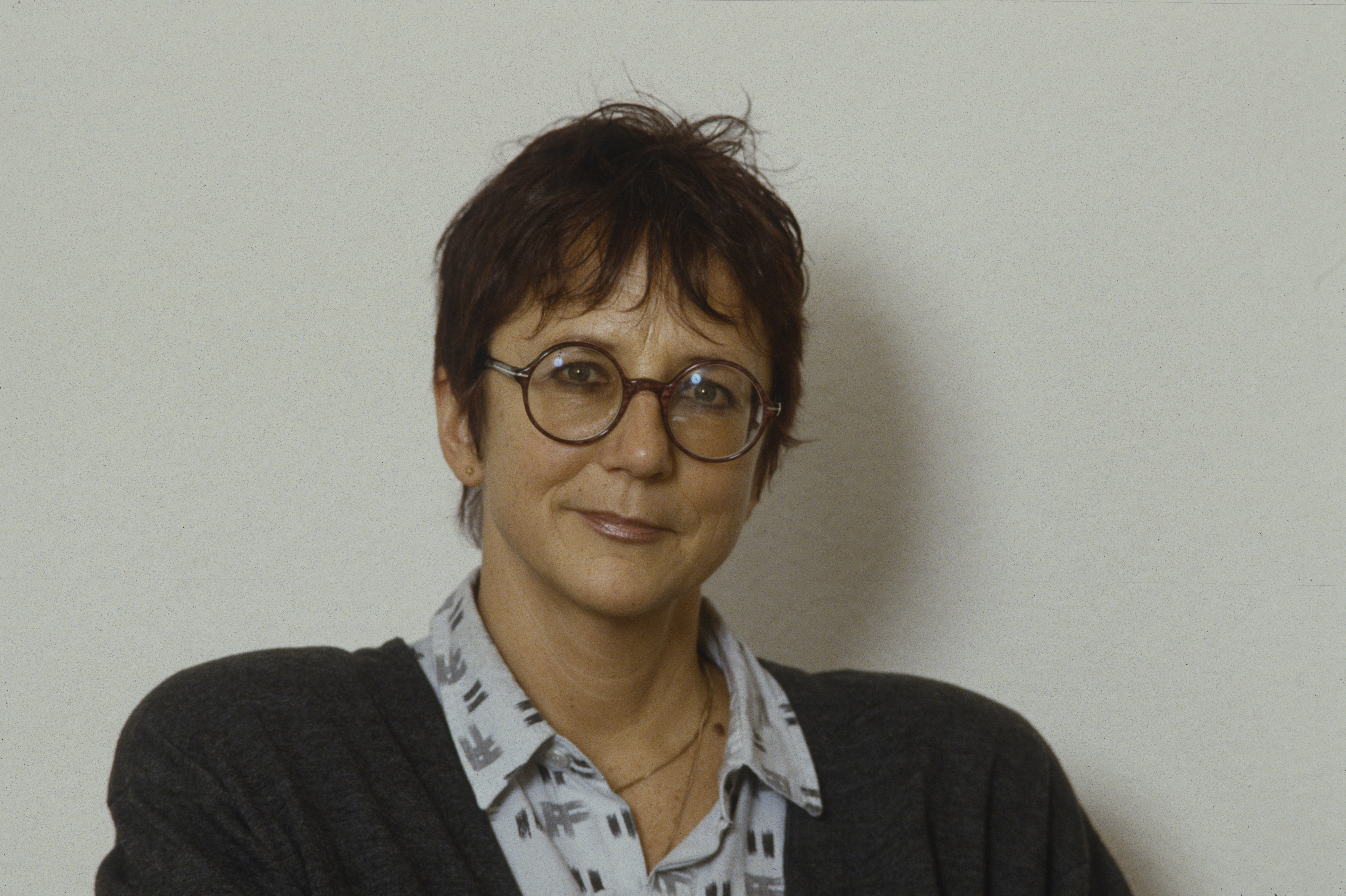
Joy Matter (ca. 1990)

Joy Matter (Joyce Matter-Doebeli; * 7. Oktober 1935; heimatberechtigt in Kölliken) ist eine Schweizer Politikerin (Junges Bern, später Junges Bern Freie Liste, Mitglied der Grünen).

## Leben
Matter war von 1959 bis 1988 Sekundarlehrerin für Englisch. Sie engagierte sich in Behindertenorganisationen und in der Frauenbewegung. Von 1978 bis 1988 gehörte sie dem Grossen Rat des Kantons Bern an. Von 1989 bis 1996 war sie Gemeinderätin der Stadt Bern und stand der Schuldirektion vor. Von 1990 bis 1997 war sie Präsidentin der Ausländerkommission der Stadt Bern. Von 1998 bis 2007 präsidierte sie die Stiftung Gertrud Kurz, die im Bereich Ausländerintegration tätig ist.
Sie ist die Witwe des Mundart-Liedermachers Mani Matter und Mitherausgeberin seiner Werke. Von ihren drei Kindern trat die Theaterregisseurin Meret Matter in der Öffentlichkeit auf. Matter wohnt in Wabern bei Bern.